# 岩手県道43号盛岡大迫東和線
岩手県道43号盛岡大迫東和線（いわてけんどう43ごう もりおかおおはさまとうわせん）は、岩手県盛岡市川目地区から花巻市東和町に至る県道（主要地方道）である。

## 概要

### 路線データ
- 実延長：50,908.1m
- 起点：盛岡市川目第1地割（国道106号交点）
- 終点：花巻市東和町安俵6区（国道283号・県道39号交点）

## 歴史
- 1993年（平成5年）5月11日 - 県道の盛岡大迫線の一部と内川目大迫線の全線、江刺大迫線の一部が、盛岡大迫東和線として建設省から主要地方道に指定[1]。
- 1994年（平成6年）3月15日 - 盛岡大迫東和線として県道に認定。
- 2013年（平成25年）3月10日 - 簗川ダム 付替道路の「梁川工区」区間 (4.0km) 開通[2][3]。それと同時に旧道部分が封鎖され、通行することが出来なくなった。

## 路線状況

### 重複区間
- 花巻市大迫町内川目第10地割：岩手県道25号紫波江繋線
- 花巻市大迫町大迫第14地割 - 花巻市大迫町亀ケ森第2地割：国道396号

## 道の駅
- はやちね（花巻市大迫町内川目第10地割）

## 地理

### 通過する自治体
- 盛岡市
- 花巻市

### 交差する道路
- 国道106号（盛岡市川目第1地割）
- 岩手県道25号紫波江繋線・紫波方面（花巻市大迫町内川目第10地割）

（県道25号重複区間）
- 岩手県道25号紫波江繋線・江繋方面（道の駅はやちね前、花巻市大迫町内川目第10地割）

（国道396号大迫バイパスとは立体交差し、直接接続しない）
- 国道396号・遠野方面（花巻市大迫町大迫第14地割）

（国道396号重複区間）
- 国道396号・盛岡方面（花巻市大迫町亀ケ森第2地割）
- 岩手県道224号八重畑小山田線（花巻市東和町前田9区）
- 岩手県道286号東和花巻温泉線（花巻市東和町土沢1区）
- 岩手県道222号土沢停車場線（花巻市東和町土沢8区）
- 国道283号・岩手県道39号北上東和線（花巻市東和町安俵6区）